# نورمان س. بوليو
نورمان س. بوليو هو مهندس كندي، ولد في 8 نوفمبر 1958 في فانكوفر في كندا.